# Отношения ДР Конго и Канады
Отношения Демократической Республики Конго и Канады — двусторонние дипломатические отношения между Демократической Республикой Конго (ДР Конго) и Канадой. Государства являются членами Организации Объединённых Наций.

## История
В 2009 году правительство Канады предоставило 40 миллионов долларов США в качестве помощи для развития ДР Конго. Компании Канады вложили 4,5 миллиарда долларов США в виде инвестиций, связанных с добычей полезных ископаемых, что сделало ДР Конго первым (или вторым) по величине африканским направлением для канадской добычи полезных ископаемых в конце 2000-х. Правительство Канады сообщило о 28 канадских горнодобывающих и геологоразведочных компаниях, работающих в ДР Конго в период с 2001 по 2009 год, четыре из которых (Anvil Mining, First Quantum Minerals, Katanga Mining, Lundin Mining) занимались добычей в коммерческих масштабах, а их совокупные активы в ДР Конго варьировались от 161 млн канадских долларов в 2003 году до 5,2 млрд долларов Канады в 2008 году, и эти компании были поддержаны в 2009 году государственными инвестициями Канады и Квебека в размере 319 млн канадских долларов. Министерство природных ресурсов Канады оценила канадские горнодобывающие активы в ДР Конго в 2,6 млрд канадских долларов в 2011 году.
В 2010 году временное воздержание Канады от решения Всемирного банка о списании большей части внешнего долга ДР Конго было основано на опасениях Канады по поводу устойчивости реформ, отрицательно влияющих на инвестиционный климат и цели развития ДР Конго. Хотя действия Канады вызвали критику со стороны конголезского правительства, дипломатические контакты не пострадали. Канада также выразила озабоченность по поводу отношений ДР Конго с канадскими компаниями и, как сообщается, воздержание Канады было напрямую связано с судебным разбирательством в отношении First Quantum Minerals.

## Дипломатические представительства
- ДР Конго имеет посольство в Оттаве[8].
- Канада содержит посольство в Киншасе[9].